# Rhaebo colomai
Espèce
Synonymes
- Andinophryne colomai Hoogmoed, 1985

Statut de conservation UICN

 EN B1ab(i,iii) : En danger
Rhaebo colomai est une espèce d'amphibiens de la famille des Bufonidae.

## Répartition
Cette espèce est présente dans le sud de la Colombie et le nord de l'Équateur,. Elle se rencontre entre 1 180 et 1 400 m d'altitude dans la cordillère Occidentale.

## Étymologie
Cette espèce est nommée en l'honneur de Luis Aurelio Coloma.

## Publication originale
- Hoogmoed, 1985 : A new genus of toads (Amphibia: Anura: Bufonidae) from the pacific slopes of the Andes in northern Ecuador and southern Colombia, with the description of two new species. Zoologische Mededelingen, vol. 59, no 22, p. 251-274 (texte intégral).